# Samira Saïd
Pour les articles homonymes, voir Bensaïd et Saïd.
Samira Saïd, en arabe : سميرة سعيد, de son vrai nom Samira Bensaïd, née à Rabat le 10 janvier 1958, est une chanteuse et compositrice marocaine. Elle se fait remarquer pour ses prestations d'arabian pop et réussit à percer en Égypte.
Samira Saïd est l'une des artistes arabes ayant vendu le plus de disques dans le monde, avec plus de cinquante millions d'albums distribués.[réf. nécessaire]

## Biographie

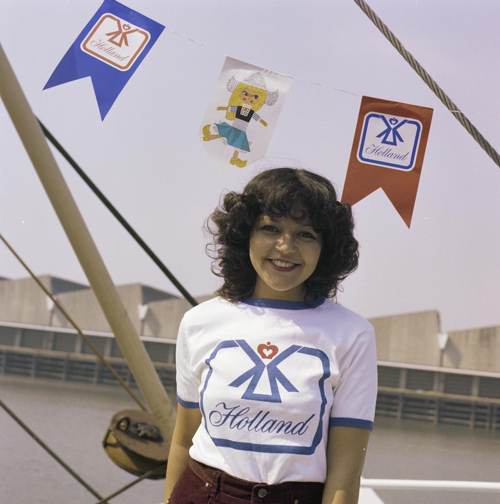
Samira Saïd au Concours Eurovision de la chanson en 1980.

Samira Bensaid est née à Rabat, au Maroc, en 1958. En 1980, elle représente le Maroc au Concours Eurovision de la chanson, à La Haye, avec la chanson Bitaqat Hub (es) (arabe : بطاقة حب (biṭāqat ḥubb) : « Une carte d'amour »). Elle a été distinguée par le roi Hassan II.[réf. nécessaire]
En 1985, Samira Saïd sort l'album Al Ghani baad youmine, considéré comme l'un des plus grands succès des années quatre-vingt[réf. nécessaire]. 
En 2003, elle obtient un World Music Award (WMA) en tant que Best Arabian singer dans la catégorie Afrique-Moyen-Orient pour son disque Youm Wara Youm qui dépasse les trois millions d'unités vendues[réf. nécessaire] et dont est tirée la chanson Youm Wara Youm en duo avec Cheb Mami.
En 2006, Samira Saïd interprète une nouvelle chanson en français, anglais et arabe pour la Coupe d'Afrique des nations, qu'elle chante lors de sa cérémonie d'ouverture au stade du Caire.
Fin 2007, Samira Saïd reprend les chemins des studios d'enregistrements pour préparer un nouvel album autobiographique intitulé Ayaam Hayati et qui sort en juillet 2008.
En 2019, elle intègre le jury de la version arabe du télé-crochet The Voice Ahla Sawt, version arabe de The Voice.

## Vie privée
Samira Saïd a été mariée de 1990 à 1994 au musicien égyptien Hany Mehanna, puis à un homme d'affaires marocain, Mustapha Ennaboulssi en 1994 le père de son fils unique Chady qui est né en avril 1995 . Elle est divorcéeen 2000 

## Récompenses
- Samira Saïd a été récompensée quatre fois[Quand ?] comme « Meilleure artiste arabe de l'année » au Festival de la musique arabe du Caire[réf. nécessaire]
- 2003 : World Music Awards « Best Arabian singer — Middle East » pour son album Youm Wara Youm[8],[2]
- 2008 : Appreciation Award[Quoi ?]
- 2009 : Murex d'or de la « Meilleure chanteuse arabe »[9]
- 2009 : Middle East Music Award de la « Meilleure chanson » pour Awam Kida[10]
- 2013 : Middle East Music Awards de la « Meilleure artiste féminine » et du « Meilleur single de l'année » pour Mazal[10]

## Discographie

### Albums
1. "Ilahi" (1967)
2. "kifash telaqina" (1968)
3. "Ramadan aqbala" (1969)
4. "ounqoud nada" (1970)
5. "bayt allah" (1971)
6. "ana men atbaa Mohamed" (1972)
7. "watan" duo avec naima samih (1972)
8. "lahn zekrayat ou qissa amess" (1973)
9. "amjad alaouia" (1974)
10. "baladi ya aghla men waladi" (1975)
11. "maghlouba" (1976)
12. "rtah qalbi" (1976)
13. "lahn jamil" (1977)
14. El hob elli ana a'aycheh (1977)
15. "dounia kedah" (1977)
16. "bela 3etab" (1977)
17. "men gher etab" (1977)
18. "malich ounouan" (1978)
19. " ya damaati hadi" (1978)
20. " choft habibi" (1978)
21. Bitaqat hob (1980)
22. Les enfants de l'amitié (1980) version française de 'Bitaqat hob'
23. ben lif (1979)
24. "assfa " (1979)
25. "sayidati anissati sadati" (1979)
26. "wa2fin a mahata" duo avec najat essaghira" (1979)
27. " malak mech zayii 3awaydak" (1980)
28. "lelt ounss" (1980)
29. "poésie yaqouloun 3ani katira" (1980)
30. "khayfa" avec compositeur Wahbi abdelkder

(1980)
1. "aturah yazkurunaho" (1981)
2. "asmar malak" (1981)
3. "hal et houal" (1981)
4. fayet li shoftak (1982)
5. "qalbi t3alq mouhal" (1982)
6. Allemnah el hob (1982)
7. Ketr al kalam (1983)
8. Methaya'li (1982)
9. lila di" (1982)
10. Ehki ya chahrazed (1982)
11. al gani ba3d youmine (1983)
12. soual lil (1983)
13. "'Youm akablak fih (1985)
14. Ech gab li gab (1984)
15. Amrak ajib en (1986)
16. Ana walla anta (1989)
17. Moch hatnazel a'anak (1986)
18. Sibak (1986)
19. Ya ebn al halel (1987)
20. Ghariba (1988)
21. Sibni louahdi (1988)
22. Ensani (1989)
23. Ba'adin neta'ateb (1986)
24. Choft el amar (1991)
25. Hannitlak (1992)
26. Khayfa (1992)
27. a'ach'a (1993)
28. Kolli de echa3at (1996)
29. Enta habibi (1997)
30. a'al bal (1998)
31. Rouhi (1999)
32. Laila habibi (2001)
33. Youm Wara Youm (2002)
34. Awweeni Beek (2004)
35. Ayaam Hayati (juillet 2008)

### Singles
1. Be Winner (ft. Fnaïre) (2010)
2. Khallouh(2010)
3. Min Tourabak - From Your Dust (2010)
4. Lahetini El dounya - Life Got in the Way (2010)
5. Yarab Ana Gitlak - Back to God (2010)
6. Mazal (2013)
7. Ely Benna (2014)
8. El Mazloom (2015)
9. Allez Lmgharba (2017)[11]
10. Maandish Waet (2018) [12]